# Потига
Потига (њем. Pottiga) општина је у њемачкој савезној држави Тирингија. Једно је од 76 општинских средишта округа Зале-Орла. Према процјени из 2010. у општини је живјело 466 становника. Посједује регионалну шифру (AGS) 16075086.

## Географски и демографски подаци
Потига се налази у савезној држави Тирингија у округу Зале-Орла. Општина се налази на надморској висини од 500 метара. Површина општине износи 7,6 km². У самом мјесту је, према процјени из 2010. године, живјело 466 становника. Просјечна густина становништва износи 61 становника/km².